# Probark Górny
Probark Górny (niem. Ober Proberg) – dawna osada w Polsce położona w województwie warmińsko-mazurskim, w powiecie mrągowskim, w gminie Mrągowo.
W latach 1975–1998 miejscowość administracyjnie należała do województwa olsztyńskiego.
Osada powstała jako wybudowanie Probarka, zamieszkiwane w 1870 przez 10 mieszkańców. 13 stycznia 1904 Probark Górny włączono do gminy Jakubowo.
Po 1945 w gminie Jakubowo w powiecie ządzborskim.